# Куинси (Массачусетс)
Куи́нси (Quincy) — город в штате Массачусетс в США, расположенный в бухте Куинси в 10 км к юго-востоку от Бостона. Поскольку два президента США — Джон Адамс и его сын Джон Куинси Адамс — были отсюда родом, город в шутку называют Городом президентов или Родиной американской мечты. Куинси расположен на северо-восточном атлантическом побережье. Он был основан ещё до Бостона в 1625 году и назван в честь полковника Джона Куинзи, деда Эбигейл Адамс. В 1888 году Куинси получил статус города.